# Santiurde de Reinosa
Santiurde de Reinosa é um município da Espanha na comarca de Campoo-Los Valles, província e comunidade autónoma da Cantábria. Tem 31 km² de área e em 2021 tinha 244 habitantes (densidade: 7,9 hab./km²).

## Demografia
| Variação demográfica do município entre 1991 e 2004 [carece de fontes?] | Variação demográfica do município entre 1991 e 2004 [carece de fontes?] | Variação demográfica do município entre 1991 e 2004 [carece de fontes?] | Variação demográfica do município entre 1991 e 2004 [carece de fontes?] |
| ----------------------------------------------------------------------- | ----------------------------------------------------------------------- | ----------------------------------------------------------------------- | ----------------------------------------------------------------------- |
| 1991                                                                    | 1996                                                                    | 2001                                                                    | 2004                                                                    |
| 396                                                                     | 368                                                                     | 355                                                                     | 355                                                                     |